# Dino Ranch
Dino Ranch é uma série de animação de CGI americano-canadense criada por Matthew Fernandes. Dino Ranch segue as aventuras da família Cassidy enquanto eles enfrentam a vida no rancho em um cenário fantástico e “pré-histórico” onde os dinossauros vagam. A série estreou na CBC no Canadá em 16 de janeiro de 2021 e na Disney Junior nos Estados Unidos em 18 de janeiro de 2021 e, posteriormente, na Disney+ em 18 de junho de 2021. No Brasil, estreou no dia 20 de setembro de 2021 na Disney Junior. Em Portugal, estreou no dia 8 de julho de 2023 no Canal Panda e também está disponível no Panda+ desde agosto de 2023. 
Em 28 de julho de 2021, foi anunciado que a série seria renovada para uma segunda temporada.

## Premissa
Dino Ranch é uma série de aventuras pré-escolares ambientada em um mundo onde humanos e dinossauros vivem lado a lado. Embora o Dino Ranch seja, antes de mais nada, um rancho autossustentável administrado pela família Cassidy, ele também serve como um santuário de dinossauros.

## Personagens
O Dino Ranch é administrado pela família Cassidy, composta por Bo e Jane Cassidy e seus filhos adotivos, Jon, Min e Miguel, e dinossauros.
Personagens principais
- Jon tem 10 anos, é o filho mais velho da família Cassidy, o líder dos três irmãos e cavalga Blitz, o veloz velociraptor. Jon é um aspirante a treinador de dinossauros, especialista em dinossauros e um excelente atleta.  Voz por Tyler James Nathan.
- Min tem 8 anos, é o filho do meio na família Cassidy que também é a única mulher do trio, e monta Clover, o amoroso brontossauro. Min é uma dino-doutora em treinamento e usa sua experiência médica para ajudar qualquer dino doente ou ferido que precise da ajuda do Dino Ranch. Voz por Ava Ro.
- Miguel tem 6 anos, é o filho mais novo da família Cassidy e anda de Tango, o pequeno, mas poderoso, triceratops. Miguel é um inventor e adora construir coisas, especialmente as novas invenções que ele criou. Voz por Jacob Mazeral.
- Blitz é o melhor amigo de Jon e o velociraptor mais rápido que existe. Voz por Joshua Graham.
- Clover é um brontossauro de grande coração e assistente dino-médico de Min. Voz por Deven Christian Mack (Mac Heywood).
- Tango é um poderoso tricerátopo que adora bater nas coisas e tem uma força incrível. Ela é a melhor amiga de Miguel e o ajuda a construir coisas. Voz por Athena Karkanis.
- Bo, ou Pa para os Dino Ranchers, é o pai adotivo de Jon, Min e Miguel, e marido de Jane.  Ele é um fazendeiro experiente e cuida dos rebanhos de dinossauros com seu T-Rex, Biscuit.  Dublado por Scott Gorman.
- Jane, ou Ma para os Dino Ranchers, é a mãe adotiva de Jon, Min e Miguel, e esposa de Bo.  Ela é a médica dinossauro chefe do rancho e dirige o Incubatório com seu Parassauro, Quack. Voz por Athena Karkanis.
- Biscuit é o Tyrannosaurus de Bo e o principal dinossauro do Dino Ranch.
- Quack é o Parasaurolophus de Jane e seu assistente dinomédico.

Personagens de apoio
- Thunderfoot é um spinosaurus imponente com um grande apetite, este dinossauro é o rei do deserto.
- Clara Tinhorn é a irmã mais velha e líder do Tinhorn Trio, os rivais travessos dos Dino Ranchers. O Trio gosta de mexer com os Dino Ranchers e seus dinossauros e fazer acrobacias desagradáveis como pegar um ovo de t-rex selvagem. Voz por Samantha Weinstein.
- Ike Tinhorn é o filho do meio do Trio Tinhorn e gosta de desafiar a autoridade de sua irmã mais velha, Clara. Voz por Jonah Wineberg.
- Ogie Tinhorn é o mais novo do Trio Tinhorn e, embora goste de seguir os planos malcriados de seus irmãos mais velhos, ele tem um coração mole e ocasionalmente ajuda os Dino Ranchers a fazerem a coisa certa também. Voz por Shayle Simons.

## Mercadoria
A Jazwares, sediada na Flórida, é o principal parceiro global de brinquedos da Dino Ranch. A Scholastic Corporation tem o direito de projetar e produzir uma variedade de CP em inglês, incluindo leitores, livros de histórias de adesivos, itens de novidade, livros de atividades e livros de áudio.

## Exibição
No Canadá, Dino Ranch é transmitido na CBC Television, bem como em seu site de streaming e aplicativo móvel CBC Gem. Nos Estados Unidos, a série é exibida no Disney Junior, e seu site e aplicativo de streaming de vídeo DisneyNow e, posteriormente, Disney+ em 18 de junho de 2021.
A série foi posteriormente vendida para Super RTL e Toggo Plus (Alemanha), Gulli, TiJi and Gulli Africa (França), NRK (Noruega), YLE (Finlândia) and DR (Dinamarca).
Em 3 de março, foi anunciado que o Dino Ranch também foi vendido para a Disney+ Reino Unido, Irlanda, Austrália e Nova Zelândia No Reino Unido, ele estreou no CBeebies em 2021, e na Austrália, ele estreará no ABC Kids em breve.

## Recepção
Dino Ranch foi lançado na Disney Junior nos Estados Unidos como a série a cabo número um entre crianças, meninos e meninas de 2 a 5 anos. Nas seis semanas desde o lançamento do canal oficial do Dino Ranch no YouTube, ele acumulou mais de três milhões de visualizações.
A série foi uma das finalistas do prêmio Shaw Rocket Fund Kids Choice Award no 9º Canadian Screen Awards em 2021.